# Жданко, Григорий Семёнович
Григорий Семёнович Жданко — советский хозяйственный и политический деятель.

## Биография
Родился в 1924 году в деревне Крюковщина. Член КПСС.
Окончил педагогические курсы при Полоцком педагогическом техникуме (1939), Республиканскую партийную школу при ЦК ВКП(б) (1950), Высшую партийную школу при ЦК КПСС (1959), Белорусскую государственную сельскохозяйственную академию (1966), Институт управления народным хозяйством АНХ СССР (1983).
В 1939—1941 гг. — учитель в Витебской области Белорусской ССР.
Участник Великой Отечественной войны: радист, старший линейный надсмотрщик 129-го отдельного линейного батальона связи.
В 1946—1970 гг. — комсомольский, советский и партийный работник в Ушачском, Гомельском, Жлобинском, Туровском районах Белорусской ССР.
В 1970—1974 гг. — второй секретарь Гомельского обкома КП Белоруссии.
В 1974—1984 гг. — председатель Государственного комитета Белорусской ССР по ценам.
Избирался депутатом Верховного Совета Белорусской ССР 8-10-го созывов.
Умер в 1987 году в Минске.

## Награды
- Орден Октябрьской Революции
- Орден Отечественной войны II степени (06.04.1985)
- Орден Трудового Красного Знамени (трижды, в том числе 25.08.1971)
- Орден Дружбы народов (12.06.1981)